# Вуле Аџић
Вуле Аџић био је  црногорски јунак из Пиве. Рођен је у Лисини 1829. год. од оца Јока. 1853. год. се одметнуо у ускоке и отишао у Морачу.
За јунаштво у црногорско-турском рату 1862. год. добио је од црногорског књаза Обилића медаљу. Послије рата је са са Лазаром Сочицом, Милисавом Гаговићем и Николом Кулићем био јузбаша у Пиви све до 1872. год. када се поново одметнуо, а 1875. један је од главних организатора устанка у овом крају..
Погинуо је 30. октобра 1875. год. за вријеме битке на Муратовици. Поред њега, ту je погинуo официр Милован Кнежевић.

Црногорске новине Глас Црногорца су о њему писале: 
Он је родом из Пиве... ратовао је по Херцеговини...кнез Никола... одликовао га је медаљом Милоша Обилића... но пред Турцима не могаше и даље крити своје јуначко срце и српске тежње своје. За то ускочи у Црну Гору...
Син му је био Јоко Аџић а унук Михаило Аџић. Праунуци Вуле и Ненад су 6. јуна 1943. изгорили у Гојковом Долу. Тако се угаси лоза по мушкој линији јунака Вулета Аџића.
Глас Црногорца је почетком 1876. објавиле његово писмо Лазару Сочици од 15. октобра 1875. године (под именом Вуле Хаџић).